# Bejt Šemeš
Bejt Šemeš (hebrejsky בית שמש‎, doslova „Dům Slunce“, v oficiálním přepisu do angličtiny Bet Shemesh, přepisováno též Beit Shemesh) je město v Izraeli, v Jeruzalémském distriktu.

## Geografie
Nachází se v Jeruzalémském koridoru cca 24 kilometrů jihozápadně od historického jádra Jeruzaléma a cca 40 kilometrů jihovýchodně od centra Tel Avivu v nadmořské výšce 220 metrů, v pahorkatině Šefela (neboli Judská nížina).
Podél východní strany města prochází údolí vádí Nachal Zanoach, do kterého zprava ústí z Judských hor četná vádí jako Nachal Azen, Nachal ha-Me'ara a Nachal Dolev. Na severní straně je to potok Sorek a jeho pravobřežní přítok Nachal Ksalon.
Město je na dopravní síť napojeno pomocí dálnice číslo 38. Prochází tudy rovněž železniční trať Tel Aviv – Jeruzalém. Stojí tu železniční stanice Bejt Šemeš.

## Dějiny

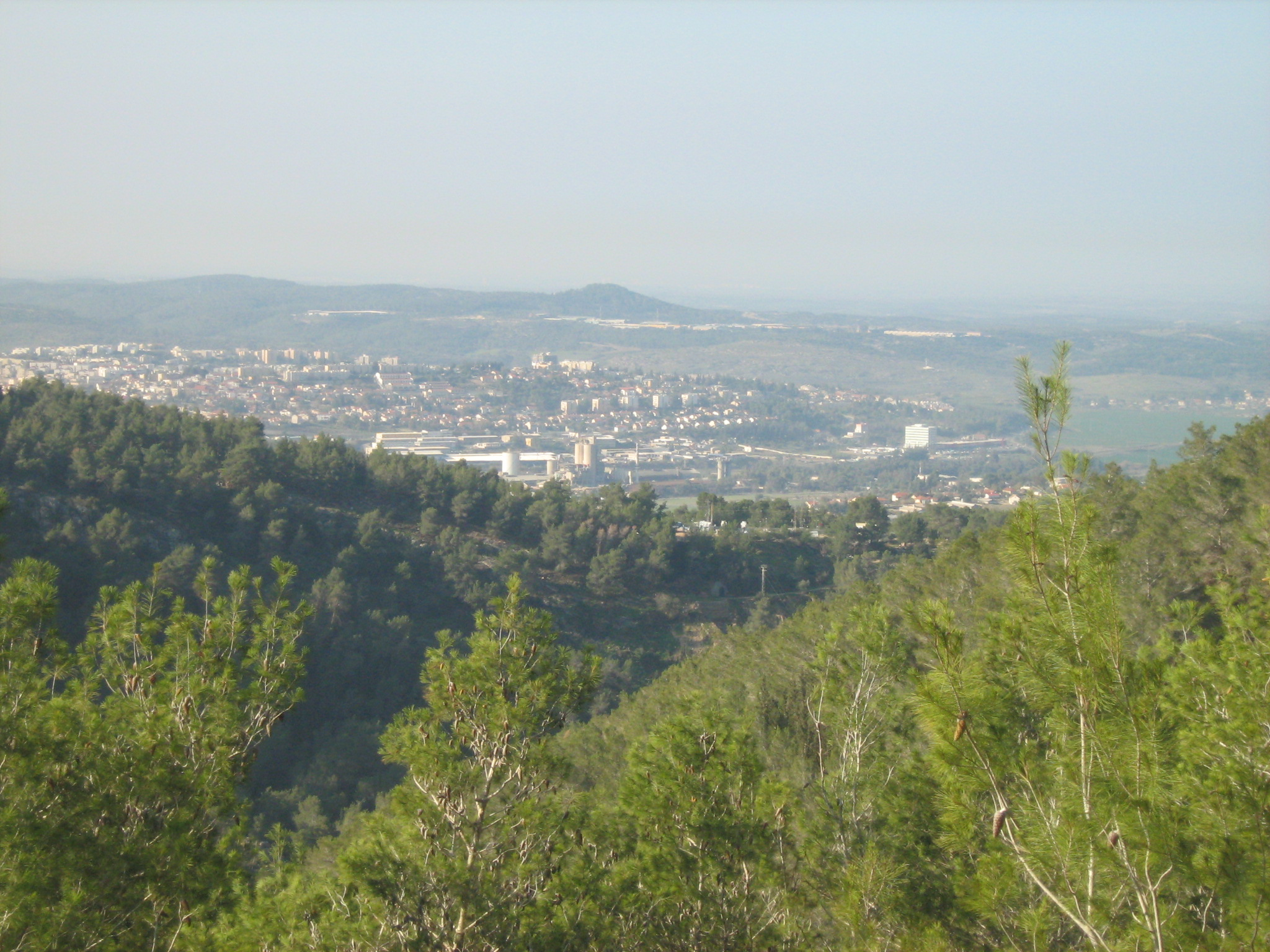
Celkový pohled na město od severu

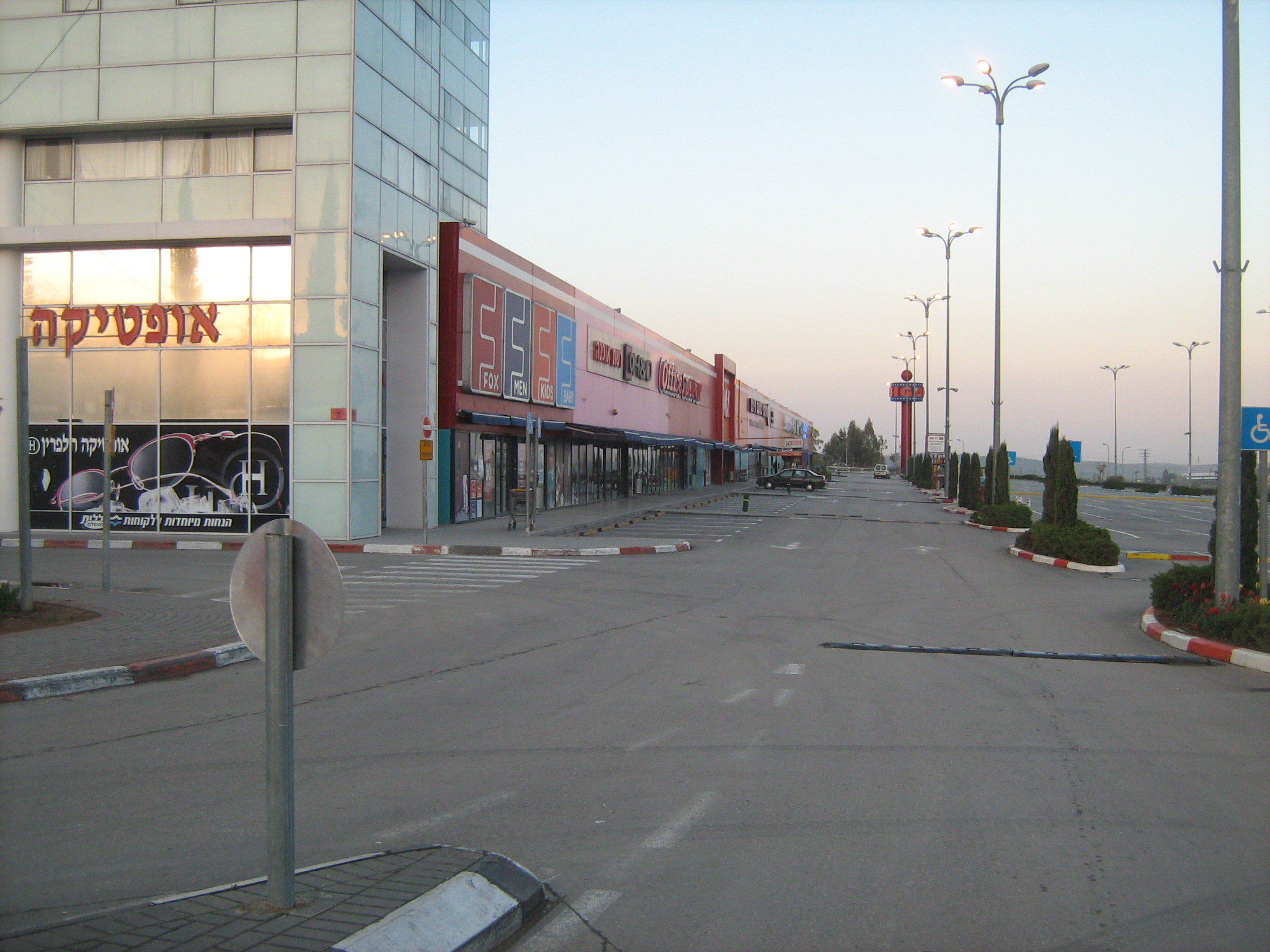
Nákupní centrum v Bejt Šemeš

Bejt Šemeš je zmiňován již v Bibli (v kralickém překladu jako Betsemes, v ekumenickém jako Bét-šemeš). Zbytky starověkého města se dnes nachází vedle moderního Bejt Šemeš, v lokalitě Tel Bejt Šemeš. Během první arabsko-izraelské války vpadlo do oblasti města egyptské vojsko a zbudovalo na místě starověkého města velitelské stanoviště, které bylo Izraelci dobyto v noci z 19. na 20. říjen 1948.
Dnešní Bejt Šemeš vznikl roku 1950 z přistěhovaleckého tábora Hartuv, který byl založen 6. prosince 1950 a osídlen zejména bulharskými židovskými imigranty na místě dřívější vesnice, která zanikla během první arabsko-izraelské války.
V prvních letech bydleli v táboře i židovští imigranti z Íránu, Iráku, severní Afriky a Rumunska, později také z Etiopie (takzvaní falašové), Ruska a USA. Roku 1952 byl tábor přeměněn v řádné osídlení a stal se rozvojovým městem (jednotně navrženým sídlištěm zakládaným v periferních oblastech Izraele pro ubytování přístěhovalců).
25. června 1991 obdržel Bejt Šemeš status městské rady (velkého města). V následujících letech přicházeli do města mnozí charedim (ultraortodoxní Židé), kteří si zde vybudovali svou vlastní čtvrť a postupně zásadně proměnili tvář města i jeho velikost. Od počátku 21. století probíhá mohutná bytová výstavba v prostoru náhorních planin jižně od stávajícího intravilánu (Ramat Bejt Šemeš), čímž se zastavěné území města rozšířilo jižním směrem o několik kilometrů.

## Demografie
Podle údajů z roku 2009 tvořili naprostou většinu obyvatel Židé – přibližně 74 900 osob (včetně statistické kategorie „ostatní“, která zahrnuje nearabské obyvatele židovského původu ale bez formální příslušnosti k židovskému náboženství, cca 77 000 osob). Jde o velké sídlo městského typu. Podle Centrálního statistického úřadu (CBS) žilo v Bejt Šemeš k 31. prosinci 2014 114 400 lidí.
Až do 80. let 20. století byl populační růst obce v izraelských poměrech nevýrazný. Zlom nastal v 90. letech, kdy jednak do Bejt Šemeš přišli noví přistěhovalci, zejména ze Sovětského Svazu. Zároveň se v Bejt Šemeš začali usazovat ultraortodoxní Židé. Během 90. let 20. století sem přišlo cca 800 ultraortodoxních rodin a dosud sekulární město se začalo výrazně měnit, což vyvolávalo mezi starousedlíky a nově příchozími četné konflikty. Přistěhovalectví ultraortodoxních věřících pokračovalo i v první dekádě 21. století a počet obyvatel Bejt Šemeš se díky tomu v letech 1999-2009 zdvojnásobil. Podle údajů z roku 2007 tvoří ultraortodoxní židé již polovinu celkové populace města. Územní rezervy v okolí Bejt Šemeš umožňují výstavbu dalších cca 20 000 bytových jednotek a město tak směřuje výrazně nad hranici 100 000 obyvatel. Stotisícovou hranici město překonalo roku 2015.